# 凯拉克
凯拉克（法語：Queyrac，法語發音：[keʁak]）是法国吉伦特省的一个市镇，位于该省西北部，梅多克半岛北部，属于莱斯帕尔梅多克区。

## 地理
凯拉克（45°21'44"N, 0°58'42"W）面积30.73 平方千米，位于法国新阿基坦大区吉倫特省，该省份为法国西南部沿海省份，是法國本土面积最大的省，北起滨海夏朗德省，西临大西洋，南至朗德省，东南接洛特-加龍省，东临多爾多涅省。
与凯拉克接壤的市镇（或旧市镇、城区）包括：若-迪尼亚克和卢瓦拉克、贝加当、梅多克地区锡夫拉克、梅多克地区加扬、旺代斯-蒙塔利韦、旺萨克。

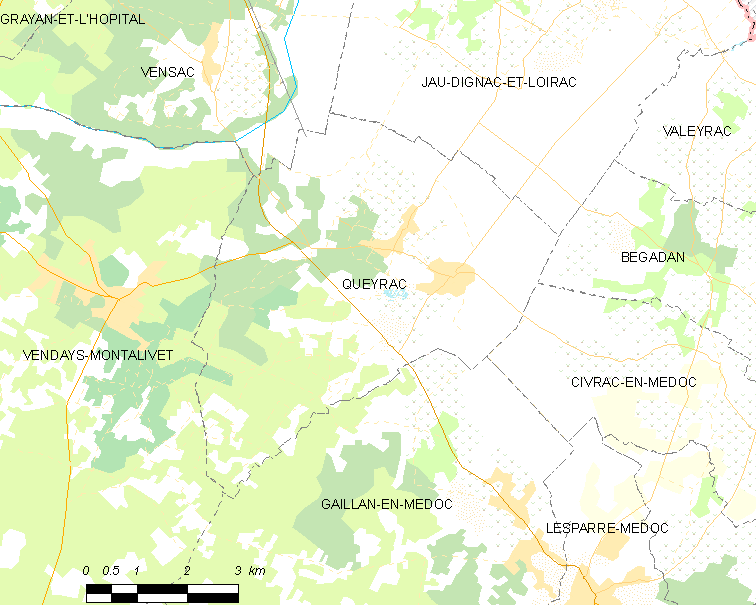
凯拉克的OSM定位图

凯拉克的时区为UTC+01:00、UTC+02:00（夏令时）。

## 行政
凯拉克的邮政编码为33340，INSEE市镇编码为33348。

## 政治
凯拉克所属的省级选区为北梅多克县。

## 人口

1962-2008年间凯拉克人口变化图示

凯拉克于2022年1月1日时的人口数量为1357人。